# 克鲁姆施泰特
克鲁姆施泰特是德国石勒苏益格－荷尔斯泰因州的一个市镇。总面积15.89平方公里，总人口533人，其中男性260人，女性273人（2011年12月31日），人口密度34人/平方公里。